# Virgilia Lütz
Virgilia Lütz (Sigmaringen, 27 marzo 1869 – Salisburgo, 8 giugno 1949) è stata una religiosa tedesca.

## Biografia
Virgilia Lütz nacque nel paese di Sigmaringen, nel Baden-Württemberg, e si formò presso la arcidiocesi di Friburgo. Dopo essere diventata monaca benedettina, si trasferì a Salisburgo, dove trascorse la propria vita nell'Abbazia di Nonnberg. Nel 1921 divenne madre superiora dell'abbazia salisburghese. In veste di badessa, la Lütz guidò l'abbazia durante i difficili anni della seconda guerra mondiale.
Morì nel 1949 all'età di ottant'anni e fu sepolta nell'abbazia.

## Nella cultura di massa
Virgilia Lütz è nota soprattutto per essere stata la madre superiora durante il periodo del postulantato di Maria Augusta Trapp, di cui fu guida spirituale. Grazie al legame don la famiglia von Trapp, la religiosa è diventata un personaggio centrale nei diversi adattamenti della storia della famiglia austriaca, tra cui il musical teatrale The Sound of Music e il film Tutti insieme appassionatamente, in cui è stata interpretata da Peggy Wood. Nel musical, così come nel film, il personaggio canta una delle  canzoni più celebri della partitura, "Climb Ev'ry Mountain". La prima interprete del ruolo a Broadway fu il soprano Patricia Neway e da allora il ruolo è stato interpretato da diverse attrici teatrali o cantanti liriche di rilievo, tra cui Linda Balgord, Helon Blount, Stephanie Blythe, Meg Bussert, Rebecca Caine, Patti Cohenour, Kim Criswell, Christina Grimandi e Terry Saunders.